# Marc Perpenna Ventó

Hispània Citerior

Marc Perpenna Ventó (en llatí: Marcus Perpenna Vento) va ser un polític i militar romà del segle I aC. Va ser lloctinent de Quint Sertori i el seu assassí. La família Perpenna era d'origen etrusc.
Marc Perpenna (cònsol el 92 aC, i censor el 86 aC al costat de Luci Marci Filip), va tenir un fill anomenat Marc Perpenna Ventó, que va estar al costat de Gai Mari en les guerres socials, i va exercir la magistratura de pretor, però l'any no se sap del cert.
Derrotats els populares l'any 82 aC per Luci Corneli Sul·la, Perpenna Ventó va fugir a Sicília amb un reduït contingent de tropes, però l'arribada de Gneu Pompeu Felix a l'illa, enviat per Sul·la, el va obligar a evacuar l'illa.
Desapareix durant quatre anys i el 78 aC es va posar al costat del cònsol Marc Emili Lèpid en el seu intent d'enderrocar la constitució aristocràtica. Va fracassar i Perpenna es va retirar a Sardenya junt amb Lèpid. Però Lèpid va morir a l'illa l'any següent (77 aC) i Perpenna, amb les restes de l'exèrcit, va anar a la Hispània Citerior on el geni de Sertori li havia fet guanyar la confiança de moltes tribus.
Durant el conflicte, conegut com la Guerra de Sertori, aquest i Perpenna van desafiar a Quint Cecili Metel Pius, enviat a sotmetre’ls amb un fort exèrcit. Perpenna però no volia tenir un comandament a les ordes de Sertori, ja que havia arribat a Hispània amb bastants forces i tresors i era de noble família, i va decidir fer la guerra a Metel pel seu compte, però les seves tropes, que sabien de quin militar s'havien de fiar, s'hi van oposar i el van obligar a quedar sota les ordres de Sertori. Sertori li va confiar elevades funcions militars, però Perpenna va ser derrotat repetidament , mentre Sertori obtenia alhora diversos èxits.
Durant cinc anys Perpenna va servir a les ordes de Sertori contra Metel i contra Gneu Pompeu, però en realitat, junt amb alguns oficials de la noblesa, conspirava contra Sertori. Reiteradament va invitar a Sertori a un sopar, que sempre es posposava, fins que finalment un dia es va celebrar a Osca, i allí, Perpenna, juntament amb Tarquici i altres oficials conspiradors, van assassinar Sertori l'any 72 aC. En el seu testament, aquest designava hereu a Perpenna.
Els lusitans es van negar a seguir al nou cap, i l'oposició va sorgir en altres punts. Perpenna no obstant això, va assumir el comandament, però la guerra es va acabar ràpidament. Al següent combat Perpenna va ser derrotat per Gneu Pompeu i va caure presoner. Pompeu el va condemnar a mort, i per salvar-se Perpenna li va oferir la correspondència de Sertori, en la qual quedaven compromesos diversos notables italians que convidaven a Sertori a anar a Roma i enderrocar al govern i la constitució aristocràtica de Sul·la, però Pompeu les va refusar i les va cremar sense llegir-les. Perpenna va ser executat junt amb altres presoners.